# 내 이름은 튜니티
《내 이름은 튜니티》(영어: They Call Me Trinity/이탈리아어:  Lo Chiamavano Trinità)는 1970년에 개봉한 이탈리아의 서부 영화이다. 1년 후에 속편인 튜니티라 불러다오가 나왔다.

## 줄거리
튜니티는 비정상적으로 빠른 그림 그리기 능력과 명사술을 지닌 게으르고 쓸모없는 총잡이로, 말에 이끌려 역참과 식당으로 간다. 그곳에서 그는 부상당한 멕시코인 죄수와 함께 있는 두 명의 현상금 사냥꾼을 만난다. 튜니티는 침착하게 두 남자에게서 멕시코인을 데리고 가서 그들이 뒤에서 쏘기 전에 그들을 죽인다. 두 사람은 작은 마을에 도착하여, 튜니티와 마찬가지로 총을 빨리 뽑는 능력을 가진 거대하고 튼튼한 현지 보안관이 범죄자 친구 한 명을 풀어주지 않아 그들이 그를 괴롭히자 세 남자를 총으로 쏘아 죽이는 것을 목격한다.
튜니티와 그 남자, 밤비노는 형제라는 것이 명백해진다. 밤비노는 실제 보안관과 우연히 같은 길을 택하여 새로운 임지로 가던 중 그를 만난 후 탈출한 교도소에서 그의 갱단이 도착하기를 기다리는 동안 작은 마을의 새로운 보안관으로 가장하고 있다. 밤비노는 그의 문제투성이 동생을 보고 기뻐하지 않는다. 그러나 두 사람은 일시적인 동맹을 맺고 해리먼 소령을 상대한다. 해리먼 소령은 자신의 말들을 풀밭에 먹이기 위해 평화주의 모르몬교 농부들을 그들의 땅에서 쫓아내려 한다. 이 말들이 귀하고 낙인이 찍혀 있지 않다는 사실은 밤비노가 튜니티를 야망 없는 게으름뱅이로 여기면서도 그의 작은 동생과 마지못해 협력하는 이유를 설명한다.
튜니티는 두 명의 모르몬교 자매와 사랑에 빠졌고 모르몬교 정착민들의 복지에 진정으로 관심을 가지고 있다. 그는 밤비노와 밤비노의 부하들을 설득하여 평화주의 모르몬교도들을 싸우도록 훈련시키고, 마지막 전투에서 모르몬교 지도자는 성경의 전도서에서 "싸울 때가 있다"는 것을 발견하고 모르몬교도들은 방금 배운 더러운 싸움 기술을 사용하여 해리먼 소령의 부하들을 상대로 격렬하게 싸운다.
밤비노는 튜니티가 소령의 말들을 모르몬교도들에게 주었다는 것을 알고 경악하고 분노한다. 튜니티는 두 모르몬교 자매와 행복하게 결혼하려던 참에 결혼한 모르몬교도가 된다는 것은 실제로 일을 해야 한다는 것을 알게 되어, 화가 나서 그를 반대 방향으로 보내는 밤비노를 서둘러 뒤쫓아간다. 밤비노가 캘리포니아로 떠난 후, 진짜 보안관이 나타나고 튜니티는 그를 밤비노의 방향으로 안내한다. 그런 다음 튜니티는 그의 트라부아에 기대어 그의 말과 함께 뒤를 따르며 그들 모두를 따라간다.

## 한국판 성우진(KBS)
- 홍시호 - 튜니티(테렌스 힐)
- 한상덕 - 밤비노(버드 스펜서)
- 김환진 - 해리먼 소령(팔리 그랜저)
- 김창주 - 조나단(스테펜 자카리아) / 해리먼 소령의 부하(지안카를로 바스티아노니)
- 윤병화 - 토비아스(댄 스터키)
- 서문석 - 멕시코인 죄수(미셸 키마로사)
- 서광재 - 총잡이(안토니오 몬셀레산)
- 김영진 - 메스칼(레모 카피타니) / 해리먼 소령의 부하(리카르도 피즈티) / 술집 주인(루이지 보노스)
- 석원희 - 메스칼의 부하(토마스 루디) / 총잡이(도미닉 바르토)
- 윤세웅 - 밤비노의 부하(이지오 마라노) / 술집 총잡이(가에타노 임브로) / 해리먼 소령의 부하(멜 게인즈)
- 민지 - 사라(기셀라 한)
- 위훈 - 밤비노의 부하(루치아노 로시) / 술집 총잡이
- 김래환 - 해리먼 소령의 부하(파올로 피글리아)
- 서지연 - 주디스(엘레나 페데몬트)